# Sanying (köpinghuvudort i Kina, Ningxia Huizu Zizhiqu, lat 36,28, long 106,16)
Sanying är en köpinghuvudort i Kina. Den ligger i den autonoma regionen Ningxia, i den nordvästra delen av landet, omkring 240 kilometer söder om regionhuvudstaden Yinchuan. Antalet invånare är 43 237. Befolkningen består av 21 234 kvinnor och 22 003 män. Barn under 15 år utgör 29,0 %, vuxna 15-64 år 65 %, och äldre över 65 år 5,0 %.
Runt Sanying är det ganska tätbefolkat, med 129 invånare per kvadratkilometer. Sanying är det största samhället i trakten. Trakten runt Sanying består i huvudsak av gräsmarker.
Genomsnittlig årsnederbörd är 614 millimeter. Den regnigaste månaden är september, med i genomsnitt 140 mm nederbörd, och den torraste är december, med 1 mm nederbörd.